# 10 halerzy czechosłowackich (1961)
10 halerzy (cz. 10 haléřů, słow. 10 halierov) – czechosłowacka moneta obiegowa o nominale 10 halerzy bita w latach 1961–1971, jednak pozostająca w obiegu aż do roku 1977.

## Wzór
W centralnej części awersu znalazł się herb Czechosłowackiej Republiki Socjalistycznej – wizerunek znajdującego się na tarczy w kształcie husyckiej pawęży czeskiego wspiętego lwa o podwójnym ogonie. Na jego piersi umieszczono mniejszą tarczę z reprezentującym Słowaków symbolem watry na tle sylwetki tatrzańskiego szczytu Krywań. Wokół tarczy widniała legenda: zapisana wewnętrznie nazwa kraju („ČESKOSLOVENSKÁ SOCIALISTICKÁ REPUBLIKA”), u dołu zaś zapisany zewnętrznie rok bicia.
Rewers monety przedstawiał duży, zapisany arabskimi cyframi nominał pod pięcioramienną gwiazdą otoczony wieńcem gałązek lipowych, które u dołu przewiązane były wstęgą.

## Nakład
Moneta według projektu z 1961 roku stanowiła modyfikację 10 halerzy z roku 1953. Zmiana wzoru awersu spowodowana była przyjęciem rok wcześniej socjalistycznej nomenklatury i symboliki. Zarządzeniem ministra finansów z dnia 18 listopada 1961 r. przewidziano, że nowe monety będą posiadały te same parametry fizyczne i wzór co wcześniejszy wariant, z uwzględnieniem jednak nowego herbu i nowej nazwy kraju. Tym samym zastosowanie miały wytyczne zawarte w zarządzeniu Ministra Finansów z 30 maja 1953 r. – dziesięciohalerzowe monety bito z krążków o ząbkowanym rancie, grubości 1,2 i średnicy 22 mm. Jedna sztuka ważyła 1,175 g. Wytwarzano je z aluminium, choć dokładny stop nie został zdefiniowany w żadnym akcie prawnym (według jednej z wersji był to stop Al96,65Mg3Mn0,35). Nie podano także autora wzoru monet, choć wskazuje się, że projekt powstał w Związku Radzieckim.
Monety, które bito w mennicy w Kremnicy, trafiły do obiegu 1 grudnia 1961 r. Wytworzono w sumie 11 roczników w łącznej liczbie 559,2 mln sztuk. Wycofano je z obiegu z końcem roku 1977, jednocześnie z wcześniejszym wariantem z 1953 roku.
| rok  | nakład      |             |
| ---- | ----------- | ----------- |
| 1961 | 314 480 000 | [ 1 ] [ 2 ] |
| 1962 | 314 480 000 | [ 1 ] [ 2 ] |
| 1963 | 314 480 000 | [ 1 ] [ 2 ] |
| 1964 | 314 480 000 | [ 1 ] [ 2 ] |
| 1965 | 314 480 000 | [ 1 ] [ 2 ] |
| 1966 | 314 480 000 | [ 1 ] [ 2 ] |
| 1967 | 46 990 000  | [ 1 ] [ 2 ] |
| 1968 | 37 275 000  | [ 1 ] [ 2 ] |
| 1969 | 80 000      | [ 1 ] [ 2 ] |
| 1970 | 50 005 000  | [ 1 ] [ 2 ] |
| 1971 | 30 450 000  | [ 1 ] [ 2 ] |